# Jamaica i olympiska vinterspelen 1988
Jamaica deltog med 4 deltagare vid de olympiska vinterspelen 1988 i Calgary.  Ingen av landets deltagare erövrade någon medalj. Det var det första olympiska vinterspelet där Jamaica bidrog, vilket har skildrats i filmen Cool Runnings.